# Agarodes stannardi
Agarodes stannardi là một loài Trichoptera trong họ Sericostomatidae. Chúng phân bố ở miền Tân bắc.